# ブラックスーツ
ブラックスーツは、黒色の背広服。英語圏など海外では一般的ではないため、ブラックスーツは和製英語である。
日本では第二次大戦後の貧しい時期に、ダークスーツなどの背広を持たない庶民を対象として黒色の背広服が礼服として販売された。現在でも冠婚葬祭などでダークスーツと同じ略礼装として着用される。
なお、ブラックスーツに白いネクタイを慶事・祝事に用い、黒いネクタイで弔事の装いとするのは日本独特の習慣である。ブラックスーツが日本で一般化したのは昭和50年代以降。